# Villa Romana di Patti
Die Villa Romana di Patti ist archäologischer Fundplatz in Form einer antiken römischen Villa in Patti, Metropolitanstadt Messina in Sizilien.

## Allgemeines

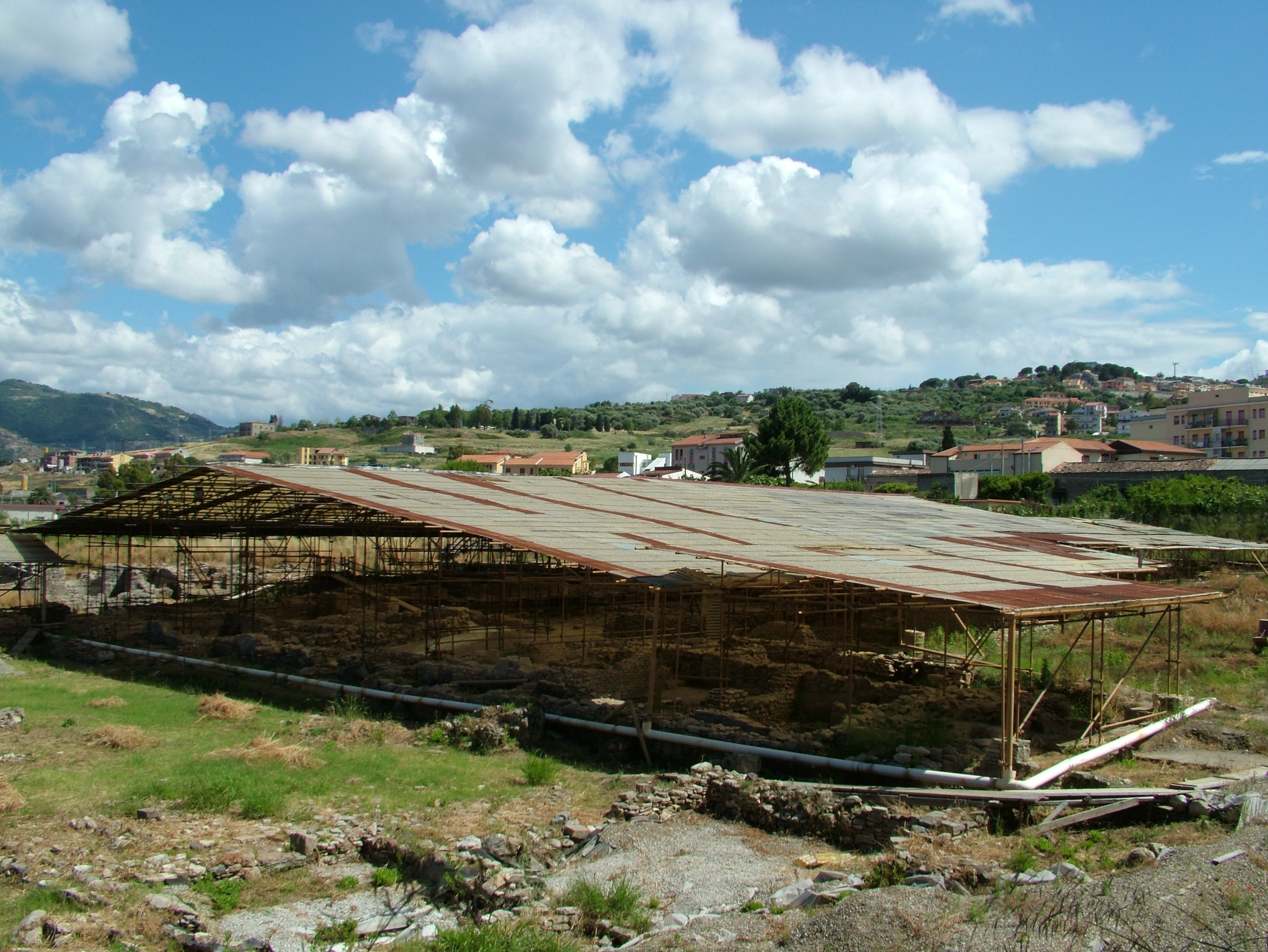
Die Ausgrabungsstätte

Beim Bau der Autobahn A20 zwischen Messina und Palermo wurden die Reste einer römischen Villa entdeckt. Das Gelände wurde durch Proben auf eine Fläche von 20.000 m² geschätzt. Damit ist das Gelände der Villa di Patti größer als das der Villa Romana del Casale in der Nähe der Stadt Piazza Armerina. Heute liegt die Villa unter einer Brücke der Autobahn.

## Geschichte
Die Villa entstand im 3. Jahrhundert. Sie wurde aber bereits im 4. Jahrhundert verlassen. Ende des 4. Jahrhunderts wurde die Villa von einem Erdbeben endgültig zerstört. Im 6. und 7. Jahrhundert waren die Gebäude teilweise wieder bewohnt, nachdem die Gebäude teilweise wieder hergestellt waren. Im 10. und 11. Jahrhundert wurde das Gebiet noch als Friedhof genutzt.

## Die Villa
Die Fußböden der Villa sind mit Mosaiken ausgelegt. Das Hauptmotiv der Mosaiken sind geometrische Muster. Es werden aber auch Haustiere abgebildet, so in einem großen Saal. Die Ausgrabungen und der Aufbau von eingestürzten Mauern sind noch nicht abgeschlossen.